# Thelma de Nazareth Pina Guimarães
Thelma de Nazareth Pina Guimarães, coniugata Tavernari (13 febbraio 1953), è un'ex cestista e allenatrice di pallacanestro brasiliana.
È la madre di Jonathan Tavernari.

## Carriera
Con il Brasile ha disputato due edizioni dei Campionati del mondo (1975, 1979).